# Тєлі
Тєлі (кит. спр. 铁力市, піньїнь: Tiĕlì Shì) — місто-повіт в східнокитайській провінції Хейлунцзян, складова міста Їчунь.

## Географія
Тєлі розташовується на півдні префектури.

### Клімат
Місто знаходиться у зоні, котра характеризується вологим континентальним кліматом з теплим літом. Найтепліший місяць — липень із середньою температурою 21.5 °C (70.7 °F). Найхолодніший місяць — січень, із середньою температурою -21.8 °С (-7.2 °F).
| Клімат Тєлі             | Клімат Тєлі | Клімат Тєлі | Клімат Тєлі | Клімат Тєлі | Клімат Тєлі | Клімат Тєлі | Клімат Тєлі | Клімат Тєлі | Клімат Тєлі | Клімат Тєлі | Клімат Тєлі | Клімат Тєлі | Клімат Тєлі |
| Показник                | Січ.        | Лют.        | Бер.        | Квіт.       | Трав.       | Черв.       | Лип.        | Серп.       | Вер.        | Жовт.       | Лист.       | Груд.       | Рік         |
| Середня температура, °C | −21,8       | −17,5       | −6,7        | 4,9         | 12,4        | 18,3        | 21,5        | 19,7        | 12,8        | 3,8         | −8,2        | −18,5       | 1,7         |
| Норма опадів, мм        | 3.7         | 4.4         | 9.4         | 26.4        | 52.2        | 94.2        | 159.2       | 137.7       | 72.7        | 28.8        | 9.6         | 5.9         | 604.2       |
| Днів з опадами          | 6,2         | 5,6         | 5,8         | 7,5         | 11,5        | 13,9        | 15,5        | 14,9        | 12,7        | 8,1         | 6,8         | 7,6         | 116,1       |
| Вологість повітря, %    | 72.5        | 69          | 59.5        | 50.6        | 51.5        | 65.1        | 76.2        | 77.5        | 70.8        | 61.8        | 67.7        | 74.3        | 66.4        |
| ----------------------- | ----------- | ----------- | ----------- | ----------- | ----------- | ----------- | ----------- | ----------- | ----------- | ----------- | ----------- | ----------- | ----------- |
| Джерело: Weatherbase    |             |             |             |             |             |             |             |             |             |             |             |             |             |